# Glenn W. Most
Glenn Warren Most ( n. junho de 1952 em Miami ) é um estudioso americano de clássicos .

## Vida
A partir de 1968 Most estudou filologia clássica e literatura comparada na Universidade de Harvard . Em 1972 graduou-se com um BA summa cum laude em Clássicos (latim). Até 1973 seguiu um mestrado no Corpus Christi College, University of Oxford, que então continuou até 1976 no Departamento de Literatura Comparada da Yale University, graduando-se em 1978 com um M. Phil . Dois anos depois, ele recebeu seu PhD de Paul de Man com uma tese sobre "A isca da falsidade: estudos na estratégia retórica da verdade poética no período romântico". Ele também estudou de 1976 a 1978 no Seminário Filológico da Universidade Eberhard Karls em Tübingen . Ele recebeu seu doutorado em filosofia em 1980 com uma tese de doutorado sob Richard Kannicht .
Em 1980, Most tornou-se  Professor Assistente de Andrew W. Mellonde em Clássicos na Universidade de Princeton, cargo que ocupou até 1985. Nesse ínterim, ele estava na Academia Americana em Roma em 1982/83. Em 1985/86 lecionou como professor na Universidade de Siena, depois como professor visitante na Universidade de Michigan até 1987. Em 1987, foi-lhe oferecido um cargo na Universidade de Innsbruck . Aqui, Most tornou-se professor universitário titular de filologia clássica e arqueologia. Em 1988/89 foi bolsista do Instituto de Estudos Avançados de Berlim . Em 1991, Most mudou-se para a Universidade de Heidelberg como professor C-4, onde lecionou até 2001. Durante esses anos, foi professor visitante na Universidade de Michigan e na Universidade de Chicago. Em 1994, Most foi o primeiro estudioso de clássicos a receber o Prêmio Gottfried Wilhelm Leibniz . De 2001 a 2020 lecionou na Escola Normal Superior de Pisa. Most é membro científico externo do Instituto Max Planck para a História da Ciência em Berlim e professor visitante no Comitê de Pensamento Social da Universidade de Chicago .
Em seus estudos, Most lida com autores como Homero, Ovídio, Píndaro ou Virgílio ou figuras literárias como Medeia, Elektra ou Daphne . Em 2008 foi eleito para a Academia de Artes e Ciências dos Estados Unidos, em 2015 para a Academia Europaea e para a Sociedade Filosófica Americana. Em 2016, Most recebeu o Prêmio de Pesquisa Anneliese Maier da Fundação Alexander von Humboldt .

## Principais obras
- As medidas de louvor. Estrutura e função nas segundas odes Pítias e Sétima Neméia de Píndaro , Vandenhoeck e Ruprecht, Göttingen 1985 ( Hypomnemata, H. 83) ISBN 3-525-25182-3
- Coletando fragmentos (ed. ), Vandenhoeck e Ruprecht, Göttingen 1997 (Aporemata, Vol. 1) ISBN 3-525-25900-X
- Editando textos = editar textos (ed. ), Vandenhoeck e Ruprecht, Göttingen 1998 (Aporemata, Vol. 2) ISBN 3-525-25901-8
- Comentários = comentários (ed. ), Vandenhoeck e Ruprecht, Göttingen 1999 (Aporemata, Vol. 4) ISBN 3-525-25903-4
- Raphael, A Escola de Atenas. About Reading the Pictures, Fischer, Frankfurt 1999 ISBN 3-596-13385-8
- Historicização = historicização (ed. ), Vandenhoeck e Ruprecht, Göttingen 2001 (Aporemata, Vol. 5) ISBN 3-525-25904-2
- Clássicos disciplinadores = estudos antigos como profissão (ed. ), Vandenhoeck e Ruprecht, Göttingen 2001 (Aporemata, Vol. 6) ISBN 3-525-25905-0
- O dedo na ferida. A história do duvidoso Tomé , CH Beck, Munique 2007 ISBN 3-406-55619-1 ( Revisão Deutschlandradio )